# Natasha Noel
Natasha Noel (Bombaim, Índia, 14 de setembro de 1997) é uma instrutora de ioga indiana, dançarina e celebridade midiática. Em 2019, ela foi nomeada uma das 100 mulheres mulheres inspiradoras e influentes de todo o mundo, pela BBC.

## Biografia
Natasha Noel nasceu em 1997, em Bombaim, na Índia. Natasha perdeu a mãe quando tinha três anos de idade. Ela sofreu abuso infantil e se envolveu em um acidente que lhe causou uma lesão, que a deixou em repouso na cama por um longo tempo. Após sua recuperação, ela teve um relacionamento de longa data, mas seu namorado rompeu o relacionamento. Ela então começou a praticar ioga e a dançar para controlar o estresse. Ela se matriculou no The Yoga Institute, em Santa Cruz, antes de estudar yoga no Ashtanga Vinyasa, em Maiçor, na Índia.

## Reconhecimento
Em 2019, ela foi incluída na lista das 100 mulheres mais inspiradoras do mundo pela BBC.